# Кларин, Хосе
Хосе Анисето Кларин и Буталид (таг. José Aniceto Clarín y Butalid; 12 декабря 1879, Тагбиларан, Генерал-капитанство Филиппины — 2 июня 1935, Манила, Содружество Филиппин) — филиппинский государственный деятель, временный президент Сената Филиппин (1934—1935).

## Биография
Родился в семье дона Анисето Велеса Кларина, первого гражданского губернатора провинции Бохол. Окончил Университет Сан-Карлоса, а в 1904 г. — Юридический колледж Манилы с получением диплома бакалавра права.
С 1916 г. до конца жизни являлся членом Сената Содружества Филиппин, а с 1934 по 1935 г. — его президентом.
Являлся делегатом Конституционного конгресса (1934).